# 동국중학교
동국중학교(東國中學校)는 대한민국 경상북도 의성군 의성읍 중리리에 있었던 사립 중학교이다.

## 학교 연혁
- 1953년 2월 10일 : 동국중학교 설립 인가
- 1953년 2월 26일 : 동국중학교 개교, 초대 서재균 교장 취임
- 1983년 2월 11일 : 동국중학교 제31회 졸업
- 1983년 3월 1일 : 동국중학교 폐교

## 참고 자료
- 동국중학교 - 한국교육학술정보원 학교알리미